# AACTA International Awards 2019
La 8ª edizione della cerimonia degli AACTA International Awards si è tenuta a Los Angeles il 5 gennaio 2019. La cerimonia ha premiato i migliori film internazionali usciti nel corso del 2018.
Le candidature sono state annunciate l'11 dicembre 2018.

## Vincitori e candidati

### Miglior film
- Roma, regia di Alfonso Cuarón
- A Star Is Born, regia di Bradley Cooper
- BlacKkKlansman, regia di Spike Lee
- Bohemian Rhapsody, regia di Bryan Singer
- Vice - L'uomo nell'ombra (Vice), regia di Adam McKay

### Miglior regista
- Alfonso Cuarón - Roma
- Bradley Cooper - A Star Is Born
- Spike Lee - BlacKkKlansman
- Yorgos Lanthimos - La favorita (The Favourite)
- Warwick Thornton - Sweet Country

### Miglior attore protagonista
- Rami Malek - Bohemian Rhapsody
- Christian Bale - Vice - L'uomo nell'ombra (Vice)
- Bradley Cooper - A Star Is Born
- Hugh Jackman - The Front Runner - Il vizio del potere (The Front Runner)
- Viggo Mortensen - Green Book

### Miglior attrice protagonista
- Olivia Colman - La favorita (The Favourite)
- Glenn Close - The Wife - Vivere nell'ombra (The Wife)
- Toni Collette - Hereditary - Le radici del male (Hereditary)
- Lady Gaga - A Star Is Born
- Nicole Kidman - Destroyer

### Miglior attore non protagonista
- Mahershala Ali - Green Book
- Timothée Chalamet - Beautiful Boy
- Joel Edgerton - Boy Erased - Vite cancellate (Boy Erased)
- Sam Elliott -  A Star Is Born
- Sam Rockwell - Vice - L'uomo nell'ombra (Vice)

### Miglior attrice non protagonista
- Nicole Kidman - Boy Erased - Vite cancellate (Boy Erased)
- Amy Adams - Vice - L'uomo nell'ombra (Vice)
- Emily Blunt - A Quiet Place - Un posto tranquillo (A Quiet Place)
- Claire Foy - First Man - Il primo uomo (First Man)
- Margot Robbie - Maria regina di Scozia (Mary Queen of Scots)

### Miglior sceneggiatura
- Deborah Davis e Tony McNamara - La favorita (The Favourite)
- John Krasinski, Bryan Woods e Scott Beck - A Quiet Place - Un posto tranquillo (A Quiet Place)
- Spike Lee, David Rabinowitz, Charlie Wachtel e Kevin Willmott - BlacKkKlansman
- Anthony McCarten - Bohemian Rhapsody
- Alfonso Cuarón - Roma